# Castellers de Vilafranca

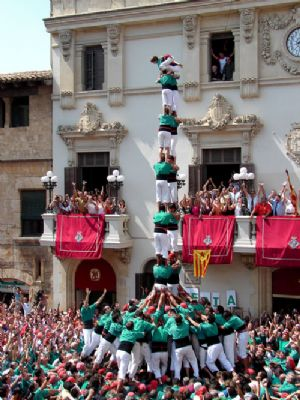
Primeira torre de nou amb folre carregada da História, Castellers de Vilafranca

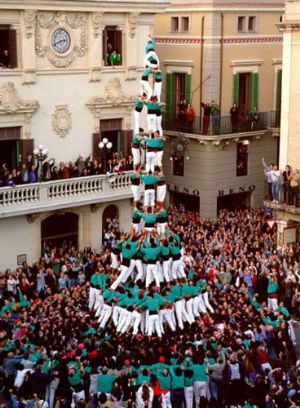
Primeiro tres de deu amb folre i manila carregat da História, Castellers de Vilafranca

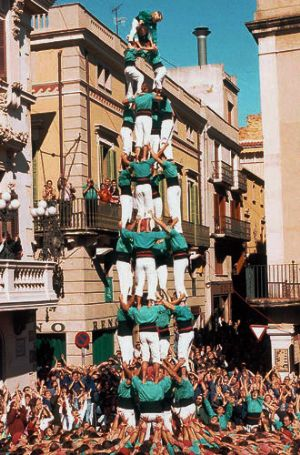
Primeiro quatre de nou sensato de folre dos Castellers de Vilafranca

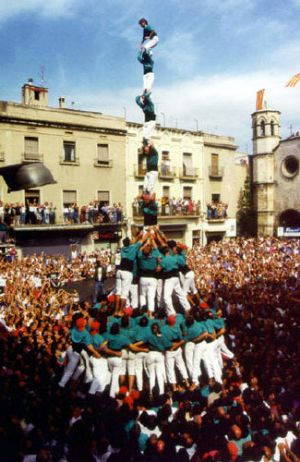
Primeiro pilar de vuit amb folre i manilles carregat do século XX, Castellers de Vilafranca

Os Castellers de Vilafranca são uma instituição cultural e desportiva catalã que tem como principal objectivo construir castells (castelos, torres humanas). É uma organização sem fins lucrativos e têm a menção de associação de utilidade pública.
A Colla (nome que se dá ao grupo que faz castells) foi fundada em 1948, fruto da profunda tradição e enraízamento dos castellers em Vilafranca del Penedès, remontando à época do Ball de Valencians (século XVIII), precursor dos castells actuais.
Actualmente a Colla é formada por mais de quatrocentos castellers e castelleres (pessoa que participa numa actividade de castellers), de todas as idades, de forma livre e voluntária, sem qualquer distinção social, política, cultural ou religiosa. Une-os a mesma vontade de levantar castelos (castells), de promover os valores democráticos, a cooperação e o trabalho de equipa, o espírito de superação constante, bem como a esperança de continuar no topo do món casteller (nome que se dá ao mundo dos castells). A sede social dos Castellers de Vilafranca situa-se em Cal Figarot, Casa Via Raventós, propriedade adquirida em 1983.
Os Castellers de Vilafranca são uma das organizações mais importantes e com mais projecção de Vilafranca del Penedès, tendo representado o país e a cultura catalã em múltiplas ocasiões no estrangeiro. Contam com o apoio de mais de quinhentos associados e a colaboração de diversas instituições públicas e privadas. Para além das actuações castelleres que realizam ao longo da temporada, em especial entre os meses de Abril e Novembro, também organizam outras actividades culturais, desportivas, educativas, sociais e gastronómicas abertas a todos.
A tarefa levada a cabo ao longo de sessenta anos de contribuição para a cultura popular catalã e de associativismo foi reconhecida pelo Município de Vilafranca del Penedès com a concessão da Medalla de la Vila (Medalha do Município) e, ao nível regional, com o Creu de Sant Jordi (Cruz de São Jorge), concedido pela Generalitat de Catalunya.

## História

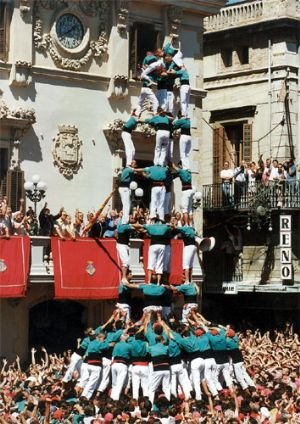
Primeiro cinc de nou amb folre descarregat dos Castellers de Vilafranca

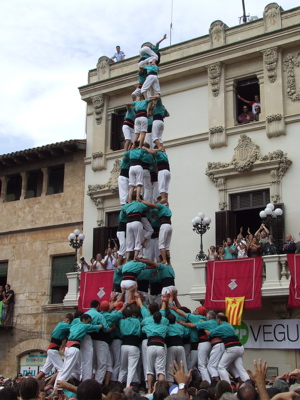
Quatre de nou amb folre i l'agulla (1/2), Castellers de Vilafranca

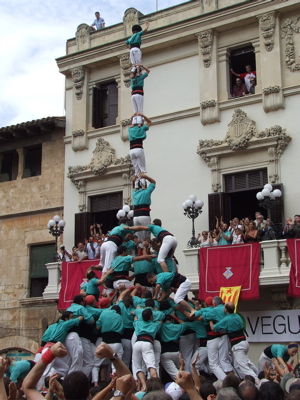
Quatre de nou amb folre i l'agulla (2/2), Castellers de Vilafranca

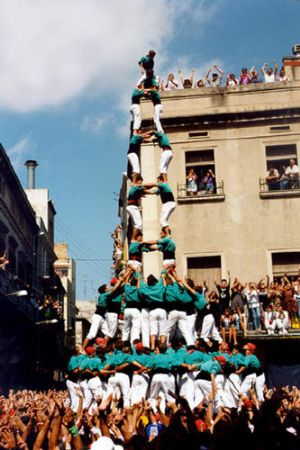
Primeira torre de nou amb folre i manilles descarregada dos Castellers de Vilafranca

Os Castellers de Vilafranca foram criados em 1948 por Oriol Rossell, que foi o primeiro cap de colla (o mentor do Grupo). O início foi marcado pela realização de castells de sete andares e o desenvolvimento de relações estreitas com as outras colles da época. Durante estes primeiros anos os caps de colla foram Oriol Rossell (1948-1952) e Ramon Salgou (1953-1955), sendo a cor da camisa, inicialmente, rosa e, em seguida, vermelha.
Em 1956 a colla esteve praticamente inactiva devido a disputas internas. A sua reorganização em 1957 será simbolizada pela nova cor dada à camisa, o verde. De 1957 a 1968 realizaram castells de sete andares, entre os quais se destaca o cinq de set. A partir de 1969 e até 1974, a colla fez um salto qualitativo muito importante conseguindo realizar a torre de set e as primeiras torres de oito andares: o quatre de vuit, o tres de vuit, o pilar de sis e a torre de vuit amb folre. Em 1972 ganharam o Concurso de Castells de Tarragona (concurso bianual de castells que se realiza na cidade catalã de Tarragona). Estes anos serão marcados pelo trabalho conjunto dos caps de colla da época: Josep Pedrol (1957-1959), Carles Domènech (1960-1961), Joan Bolet (1962-1963), Gabi Martínez (1964-1969), Lluís Giménez (1970-1973) e, novamente, Gabi Martínez (1974).
Em 1975 a colla sofre uma reestruturação interna essencial, passando de uma direcção quase exclusivamente assegurada pelo cap de colla para uma direcção colegial levada a cabo por uma equipa técnica. Em 1981 novas mudanças são introduzidas, decidindo-se que os castellers deixariam de ser pagos individualmente, o que provoca uma cisão no grupo.
Entre os anos de 1975 e 1982, apesar todas as dificuldades, a colla manteve o nível das construções de oito andares. Os anos de 1983 e 1984 serão anos de recuperação e consolidação dos castells de oito andares básicos. Mas um momento decisivo produzir-se-á em 1985, quando o cinc de vuit é descarregat, abrindo caminho às torres de nove andares com folre: em 1987 o Grupo carrega os seus primeiros tres e quatre de nou amb folre, em 1989 descarrega, pela primeira vez, o tres de nou amb folre e, em 1990, o quatre de nou amb folre. De 1975 a 1994 o cap de colla é Carles Domènech.
Entre os anos de 1995 e 2004 a colla atravessa um período de sucessos. Durante estes anos o Grupo consegue atingir grandes proezas: descarregar a torre de nou amb folre i manilles, o pilar de set amb folre, o pilar de vuit amb folre i manilles (o primeiro do século XX), o quatre de vuit amb l’agulla (o primeiro do século XX), o quatre de nou amb folre i l’agulla (o primeiro na história dos castells), o cinc de nou amb folre, o tres i quatre de nou amb folre simultâneos (pela primeira vez na história dos castells) e carregar a torre de vuit (primeira do século XX), o quatre de nou e o tres de deu amb folre i manilles (o primeiro na história dos castells). Acrescente-se que, nestes anos, a colla ganhou o Concurso de Castells de Tarragona de 1996, 1998, 2002 e 2004. Em 2005 a colla carregou a torre de nou amb folre, considerada como o castell mais difícil realizado até à data.
Francesc Moreno "Melilla" foi o cap de colla entre 1995 e 2003, e Lluís Esclassans entre 2004 e 2007. David Miret foi eleito cap de colla em Dezembro de 2007.

## Castells realizados
Ao longo de toda a sua história, os Castellers de Vilafranca conseguiram realizar a maior parte dos castells que pudemos observar. De seguida, apresentamos a lista dos castells que a colla realizou e a respectiva data em que foram carregados ou descarregados pela primeira vez:
| Castell                                                      | Descarregat              | Carregat                         |
|                                                              | (desmontado com sucesso) | (desabou aquando da desmontagem) |
| ------------------------------------------------------------ | ------------------------ | -------------------------------- |
| Torre de nou amb folre                                       |                          | 30.08.2008**                     |
| Tres de deu amb folre i manilles                             |                          | 15.11.1998**                     |
| Quatre de nou amb i tres de nou amb folre simultanis         | 31.08.2001**             |                                  |
| Torre de vuit                                                |                          | 01.11.1999*                      |
| Quatre de nou                                                |                          | 01.11.2002                       |
| Quatre de nou amb folre i agulla                             | 01.11.1996**             | 01.11.1995**                     |
| Cinc de nou amb folre                                        | 01.11.1997               | 30.08.1997                       |
| Pilar de vuit amb folre i manilles                           | 28.09.1997*              | 31.08.1995*                      |
| Torre de nou amb folre i manilles                            | 30.08.1995               |                                  |
| Tres de nou amb folre                                        | 30.08.1989               | 31.08.1987                       |
| Quatre de nou amb folre                                      | 01.11.1990               | 01.11.1987                       |
| Quatre de vuit amb l'agulla                                  | 08.10.1995*              |                                  |
| Cinc de vuit                                                 | 30.08.1985               |                                  |
| Torre de vuit amb folre i pillar de set amb folre simultanis | 31.08.2006**             |                                  |
| Pilar de set amb folre                                       | 01.10.1995               | 14.05.1995                       |
| Tres de vuit amb agulla                                      | 29.02.2006**             |                                  |
| Dos pilars de sis simultanis (un de carregat)                | 31.08.2001**             |                                  |
| Torre de vuit amb folre                                      | 17.11.1974               | 12.10.1973                       |
| Tres de vuit                                                 | 30.08.1974               | 12.10.1972                       |
| Pilar de sis                                                 | 30.08.1972               | 19.12.1971                       |
| Quatre de vuit                                               | 30.08.1971               | 12.10.1969                       |
| Nou de set                                                   | 11.12.1988               |                                  |
| Torre de set                                                 | 24.08.1969               |                                  |
| Tres de set aixecat per sota                                 | 25.11.1973               |                                  |
| Sis de set                                                   | 21.01.1997               |                                  |
| Cinc de set amb agulla                                       | 19.04.2008**             |                                  |
| Cinc de set                                                  | 26.09.1965               | 30.08.1995                       |
| Tres de set amb l'agulla                                     | 10.08.1996**             |                                  |
| Quatre de set amb l'agulla                                   | 05.08.1954               | 31.08.1953                       |
| Tres de set                                                  | 31.08.1949               |                                  |
| Quatre de set                                                | 31.08.1949               |                                  |
| Torre de sis                                                 | 16.06.1949               |                                  |
| Pilar de cinc                                                | 14.09.1948               |                                  |
|                                                              |                          |                                  |
| *First in the 20th Century                                   |                          |                                  |
| ** First in Human Tower History                              |                          |                                  |

## Organização
Os órgãos dirigentes da colla repartem-se em duas grandes áreas: técnica (Equipa Técnica) e administrativa (Junta Directiva).
A Equipa técnica ocupa-se de todos os aspectos relacionados com a construção dos castells. O responsável técnico máximo é o cap de colla. Este, por sua vez, é assistido pelo sots cap de colla (vice cap de colla) e dois assistentes técnicos. Deste núcleo decorrem três equipas: a equipa das crianças (responsável pelas crianças que coroam o topo das torres), a equipa de peus, folres i manilles e a equipa médica e desportiva. Cada uma é, por sua vez, responsável pela logística, a informação técnica e o treino físico, respectivamente.
A Junta Directiva trata dos aspectos administrativos. É responsável pela preservação do património da colla e a sua função principal é representá-la externamente. O responsável máximo é o Presidente. Dele dependem o Secretário e cinco Vice-Presidentes, encarregues da direcção de cinco áreas temáticas: social, económica, institucional, infra-estruturas e marketing e meios de comunicação social. A colla conta igualmente com três Conselhos Consultivos: Relações internacionais, Serviço jurídico e Conselho de sábios.

### Organograma actual

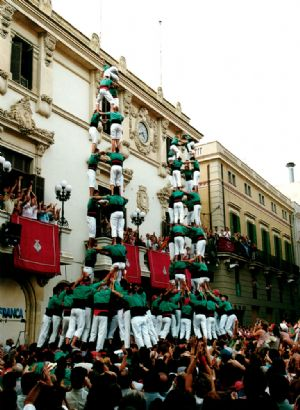
Único tres e quatre de 9 amb folre descarregats simultaneamente na história, Castellers de Vilafranca

#### Equipa Técnica
- Cap de colla: David Miret i Rovira
- Vice Cap de colla: Toni Bach i Lleal
- Assistentes equipa técnica: Jordi Colomera i Salla, Joan Badell i Roses

#### Junta Directiva
- Presidente: Miquel Ferret i Miralles
- Secretário: Joan Vendrell i Olivella
- Vice-Presidente área social: Àlex Sánchez-Granados
- Vice-Presidente área económica: Miquel Ropero i Ventosa
- Vice-Presidente área relações institucionais: Xavier Escribà i Vivó
- Vice-Presidente área infra-estruturas: Joan Mestres i Arnan
- Vice-Presidente área marketing e meios de comunicação social: Francesc Bou i Pijoan

#### Conselhos Consultivos
- Relações internacionais
- Serviço jurídico
- Conselho de sábios

## Cal Figarot, a sede social

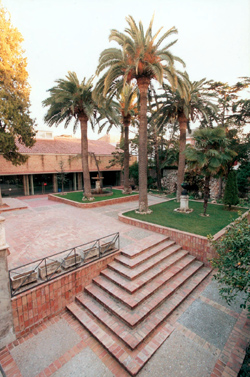
Pátio de Cal Figarot, a sede social dos Castellers de Vilafranca

A sede social dos Castellers de Vilafranca é Cal Figarot, Casa Via Raventós, adquirida em 1983. Construída em 1888, trata-se de um edifício neogótico, obra do arquitecto August Font i Carreras, que incorpora, pela primeira vez em Vilafranca del Penedès, elementos medievais numa construção privada. Destaca-se a varanda, o vestíbulo, a escadaria principal, algumas salas e, sobretudo, o magnífico pátio interior, verdadeiro centro nevrálgico da sede social. Em 1998, a colla adquiriu o armazém adjacente de 600 m², que foi reabilitado e integrado no pátio. A colla dispõe de outras dependências, tais como ginásio, secretariado, salas polivalentes e um restaurante-bar.

## Castellers de Vilafranca no mundo - projecção internacional

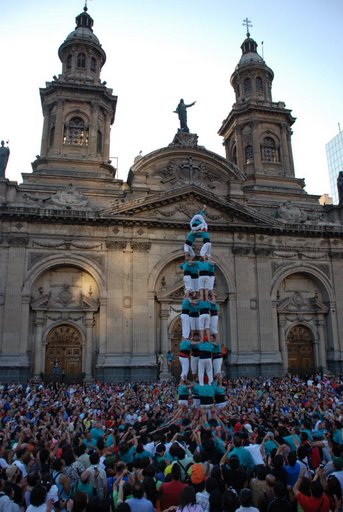
Quatre de vuit em Santiago do Chile, Castellers de Vilafranca

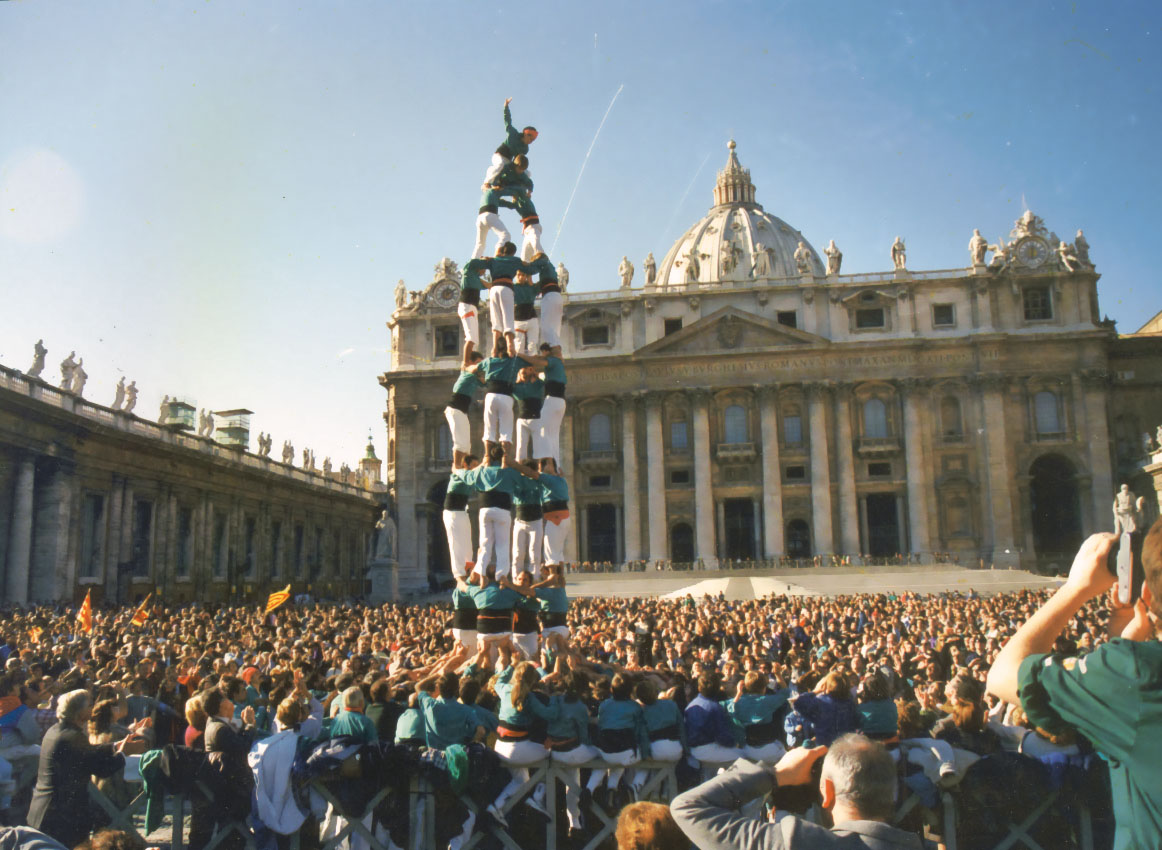
Quatre de vuit na Cidade do Vaticano, Castellers de Vilafranca

Os Castellers de Vilafranca têm sido uma das collas mais activas e com maior projecção ao nível internacional, tendo assegurado actuações em:
- França (1973), na Festa da Humanidade, organizada pelo jornal A Humanidade, em Paris;
- Suíça (1978), na Quinzena catalã de Genebra;
- Itália (1978), com representações em Alghero e Sasser (Sardenha);
- Portugal (1982), levantando castells em Lisboa, Sintra, Estoril, Coimbra e Porto;
- Itália (1984), actuando em Pisa, Siena, Roma, Cidade do Vaticano e Florença;
- França (1987), em Bésiers;
- Itália (1988), por ocasião da comemoração do Milénio da Catalunha, actuando em Pisa, na Cidade do Vaticano e em Roma;
- País Basco (1990), com actuações em Vergara, Anzuola, Zumárraga e Urrechu;
- Itália (1990), desta vez no norte: Feltre (palio), Niccia e Melere (localidades do município de Trichiana) e Veneza;
- França (1991), com actuações em Toulouse, no âmbito do Aplec Internacional de la Sardana, e em Carcassonne;
- Luxemburgo e Alemanha (1991), com actuações em Luxemburgo (capital), Moers, Wolfenbütel, Hanôver, Berlim e Frankfurt;
- Exposição Universal de Sevilha (1992), durante o Dia da Catalunha;
- Santiago de Compostela (1993), no âmbito dos actos do Jacobeo'93;
- Digressão por cinco países no mesmo ano (1993): França (Marselha), Itália (Lecco, Melzo, Bergamo), Eslovénia (Ljubljana, Postojna, Otocêc, Novo Mesto, Crnomêlj), Áustria (Klagenfurt) e Mónaco (Montecarlo);
- França (1993), em Paris e em Poix de Picardía;
- Itália (1994) pela quinta vez (Veneza, Mestre), no âmbito do Carnaval de Veneza;
- França (1994), com actuações em Villeurbanne e Lyon;
- Países Baixos e Bélgica (1994), com actuações em Amsterdão, Enschede, Aalten, Almelo, Emmen e Bruxelas;
- Navarra (1995), com actuações em Tudela;
- Dinamarca (1996), em Copenhaga e Holte;
- França (Metz), Países Baixos (Maastricht) e Bélgica (Bree), em 1996;
- Salamanca (2002);
- França (2004), com actuações em Dunkerque;
- País Basco (2005), com actuações em Donostia e Elorrio;
- França (2006), actuação em Steenvoorde;
- Alemanha (2007), no âmbito da Feira Internacional do Livro celebrada em Frankfurt;
- Chile (Janeiro de 2008), apresentação que faz do grupo a primeira colla castellera catalã a actuar no hemisfério sul;
- Os Castellers de Vilafranca também actuaram na cerimónia de abertura dos XXV Jogos Olímpicos de Barcelona em 1992, gozando nesta ocasião de uma audiência inédita;
- A colla actuou ainda na cerimónia de apresentação mundial do romance de Noah Gordon "La Bodega", em Vilafranca del Penedès (2007);

Os Castellers de Vilafranca difundiram o fet casteller (nome que se dá à arte de fazer castells) pelos Países Catalães:
- Actuações em Rosellón e Occitania (sul de França): seis vezes em Perpiñán (1970, 1977,1982, nas festas da União Desportiva Arlequins de Perpiñán, USAP, 1989, Festa das Mulas, e 1997); em Toluges (1970, no âmbito da Festa da Paz); em Cotlliure (1984); em Banyuls de la Marenda (1986); três vezes em Vilafranca de Conflent (1985, 1988 e 1989); no mosteiro de Sant Miguel de Cuixà (1985); em Prada de Conflent (1988, na Universidade Catalã de Verão); e uma em Baó, por ocasião do primeiro encontro de catalanitat da Catalunha do Norte.
- Quatro actuações no Principado de Andorra: em Encamp (1971), em Andorra La Vella e à Sant Julià de Lòria (1976) - no âmbito dos actos do Congresso de Cultura Catalã -, em Escaldes e novamente em Andorra La Vella (1983) e em Escaldes (1985);
- Duas digressões pela Comunidade Valenciana. A primeira na região de Ribera del Júcar (1979), com actuações em Carcagente, no mosteiro de Aigües Vives, Sueca, Cullera, Algemesí, para além de um pilar de cinc diante da casa do cantor Raimon, em Xàtiva. A segunda em 1981, com actuações em Alcoy, Benidorm e Alicante. Posteriormente actuaram em Carcagente (1985), Algemesí (1993 e 2000), Castellón (2000, 13ª Festa da Língua), Olleria e Benicarló (durante o Dia do País de Valência).
- Uma actuação, já mencionada, em Alghero (1978), na ilha de Sardenha;
- Actuações em Palma de Mallorca (1980) e Manacor (2000), nas Ilhas Baleares.

## Participação nos Concursos de castells de Tarragona
Os Castellers de Vilafranca ganharam o Concurso de castells de Tarragona em seis ocasiões:
- VII Concurso de castells Tarragona, 1972
- XVI Concurso de castells Tarragona, 1996
- XVII Concurso de castells Tarragona, 1998
- XIX Concurso de castells Tarragona, 2002
- XX Concurso de castells Tarragona, 2004
- XXI Concurso de castells Tarragona, 2006
- XXII Concurso de castells Tarragona, 2008